# Сидоров, Роман Олегович
Роман Олегович Сидоров (28 марта 1955 — 8 февраля 2015) — советский и российский футболист, выступавший на позиции нападающего. Сыграл 31 матч и забил 6 голов в высшей лиге СССР.

## Карьера
Воспитанник бакинского футбола. Начал взрослую карьеру в 1976 году в одесском СКА, затем играл за пятигорский «Машук». В 1979 году перешёл в куйбышевские «Крылья Советов», в составе этого клуба выступал в высшей лиге СССР, сыграл 31 матч и забил 6 голов, стал лучшим бомбардиром клуба в сезоне.
С 1980 года выступал за клубы северо-кавказского региона — «Машук», «Динамо» Ставрополь, «Нарт» Черкесск, «Бештау». За карьеру забил более 150 голов, в том числе более 100 — во второй лиге СССР. Завершил профессиональную карьеру в 1994 году в возрасте 39 лет.
Умер 8 февраля 2015 года на 60-м году жизни.